# Caldonazzo
Caldonazzo est une commune italienne d'environ 3 500 habitants. Elle se situe dans la province autonome de Trente, dans la région du Trentin-Haut-Adige, au nord-est de l'Italie.

## Géographie
La commune italienne de Caldonazzo se situe dans le nord-est de l'Italie, dans la région de Trentin-Haut-Adige, à 66 km de Vérone. Son altitude est de 530 m. Elle a une superficie de 21 km2. Sa population est d'environ 3 500 habitants.

## Administration
| Période                                  | Période | Identité | Étiquette | Qualité |
| ---------------------------------------- | ------- | -------- | --------- | ------- |
|                                          |         |          |           |         |
| Les données manquantes sont à compléter. |         |          |           |         |

### Hameaux
Brenta, Lochere, Monterovere, Piatéle, Giàmai, Dossi, Bagiàni, Maso Stanchi, Maso Bernabè, Maso Gasperi, Maso alla Costa

### Communes limitrophes
Les communes limitrophes sont  Altopiano della Vigolana, Calceranica al Lago, Folgaria, Lavarone, Levico Terme, Luserna, Pergine Valsugana et Tenna.